# Livano Comenencia
Livano Shyron Liomar Comenencia (Breda, 3 de febrero de 2004) es un futbolista neerlandés que juega en la demarcación de defensa para el F. C. Zürich de la Superliga de Suiza.

## Trayectoria
Comenencia se unió a las categorías inferiores del PSV en 2012 y fue promovido al equipo filial en 2021. El 13 de febrero de 2022, firmó su primer contrato profesional con el club, con vigencia hasta 2025.
En 2021, fue incluido en la lista anual del periódico británico The Guardian que reúne a los 60 mejores talentos nacidos en 2004 a nivel mundial.
El 31 de agosto de 2023, fichó por el Juventus Next Gen, el equipo filial de la Juventus que compite en la Serie C, con un contrato por dos temporadas y por una cifra no revelada.

## Selección nacional
Nacido en los Países Bajos, Comenencia es de ascendencia curazoleña. Fue internacional juvenil con los Países Bajos, habiendo jugado con las selecciones menores hasta la sub-18.
En octubre de 2024, aceptó su primera convocatoria con la selección de fútbol de Curazao para los partidos ante Granada correspondientes a la Liga de Naciones de la Concacaf 2024-25.

## Clubes
| Club              | País         | Año       |
| ----------------- | ------------ | --------- |
| Jong PSV          | Países Bajos | 2021-2023 |
| Juventus Next Gen | Italia       | 2023-2025 |
| F. C. Zürich      | Suiza        | 2025-act. |